# 甲酸铜
甲酸铜是铜(II)的甲酸盐，化学式为Cu(HCOO)2。可以以无水物、二水或四水合物的形式存在。也能和吡啶、尿素等形成加合物。

## 制备
甲酸铜可由甲酸和碱式碳酸铜反应得到，产物的形貌、颜色等和反应条件有关。

## 化学性质
甲酸铜加热可以分解：
Cu(HCOO)2 → Cu + H2↑ + CO2↑

## 拓展阅读
- 甲酸铜的制备（PPT）. 百度文库. [2017-2-22]